# Cantó d'Annonay-Nord

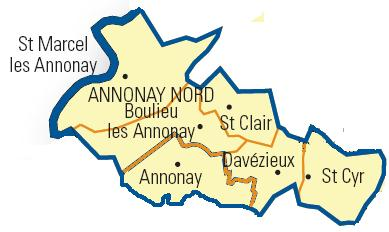
Comunes del cantó

El cantó d'Annonay-Nord és una antiga divisió administrativa francesa del departament de l'Ardecha. Comptava amb 5 municipis i part del d'Annonay. Va existir de 1973 a 2015.

## Municipis
- Annonay
- Boulieu-lès-Annonay
- Davézieux
- Sant-Clair
- Saint-Cyr
- Saint-Marcel-lès-Annonay

## Història
| Data d'elecció | Identitat         | Partit | Qualitat |
| -------------- | ----------------- | ------ | -------- |
| 1973-1979      | Paul Ribeyre      | CNIP   |          |
| 1979-1985      | Louis Levrault    | RPR    |          |
| 1985-1998      | Dominique Chambon | UDF    |          |
| 1998-2015      | Denis Lacombe     | PS     |          |

| 1962 | 1968 | 1975 | 1982 | 1990 | 1999   | 2007   |
| ---- | ---- | ---- | ---- | ---- | ------ | ------ |
| -    | -    | -    | -    | -    | 18.752 | 18.899 |